# Хотуча
Хотуча (рос. Хотуча) — присілок у Волховському районі Ленінградської області Російської Федерації.
Населення становить 44 особи. Належить до муніципального утворення Бережковське сільське поселення.

## Історія
Згідно із законом № 56-оз від 6 вересня 2004 року належить до муніципального утворення Бережковське сільське поселення.

## Населення
| 1838 | 1862 | 1997 | 2007 | 2010 | 2017 |
| ---- | ---- | ---- | ---- | ---- | ---- |
| 74   | ↗91  | ↘31  | ↗41  | ↗53  | ↘44  |